# Mesquita Central Juma (Makhachkala)
A Mesquita Central Juma de Makhachkala ou o Yusuf Bey Jami (padrinho Magachkala shagarna ulu Zhuma Mezhgiti) é a principal mesquita juma de Makhachkala. A mesquita foi construída à imagem da famosa mesquita azul de Istambul.

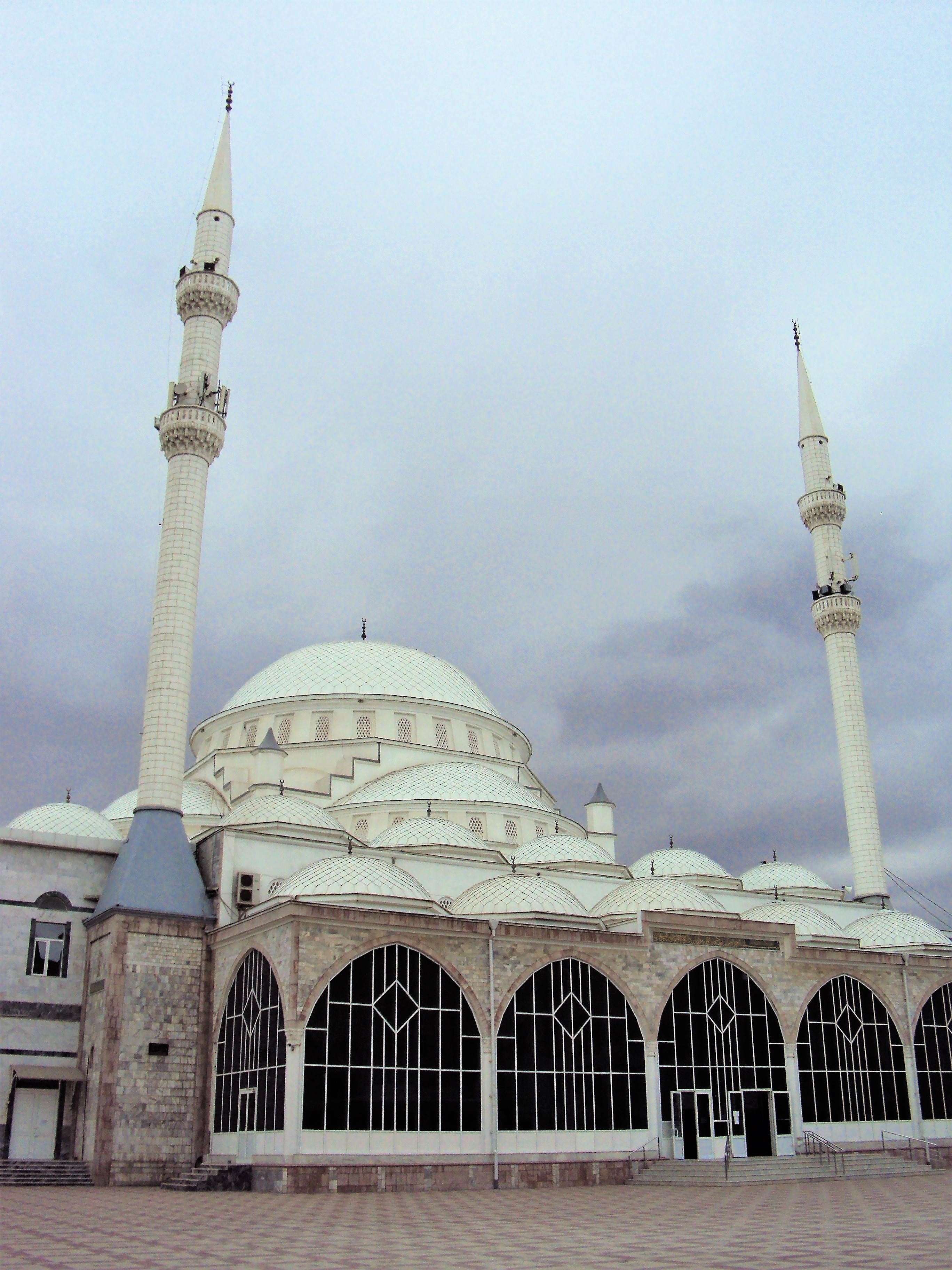
Mesquita

## Construção
Tratada como a "pérola da capital do Daguestão", a mesquita Makhachkala, foi aberta em 1997. A mesquita foi construída graças à ajuda de uma das famílias ricas da Turquia. 

### Reforma de 2004-2007
Em 2005, uma reforma foi realizada na mesquita, a fim de ampliar a capacidade para 15 mil pessoas . Em julho de 2007, um teleton foi realizado em Makhachkala, no qual foram levantados mais de 25 milhões de rublos para expandir a mesquita e melhorar a área circundante. 

## Recursos arquitetônicos
O imã da mesquita Magomedrasul Saaduev acredita que não há análogos da mesquita Makhachkala em toda a URSS . A Mesquita Azul em Istambul foi usada como base para o design. Durante a construção da mesquita, as mais recentes tecnologias foram usadas . 

## lLista de imãs
- Representante turco
- Magomedrasul Saaduev (maio de 1998 - 2016)
- Idris-Hadji Asadulayev (2016)
- Muhammad Salamov (2016 - 13 de julho de 2018) [5]
- Zaynulla Ataev (desde 13 de julho de 2018 ) [6]